# Smith & Wesson 3
La Smith & Wesson 3 o Revolver No. 3 è un revolver a singola azione prodotto dalla Smith & Wesson dal 1870-1915 circa, e recentemente è stato nuovamente riprodotto dalla Smith & Wesson e da Uberti.
È stato prodotto in alcune varianti, tra cui il "modello russo", così chiamato perché è stato fornito ai militari dell'Impero russo (41.000 esemplari sono stati ordinati in calibro .44 dall'esercito imperiale russo nel 1871) e il modello "Schofield", così rinominato dal maggiore George W. Schofield, che ha introdotto le proprie modifiche al revolver Modello 3 per soddisfare i suoi bisogni sulle necessità della Cavalleria. La Smith & Wesson ha incorporato queste modifiche in un disegno del 1875 che prende il nome del maggiore, pianificando di ottenere significativi contratti militari per il nuovo revolver.
Lo S&W Model 3 è stato originariamente camerato per il calibro .44 S&W American e .44 Russian. I revolver furono successivamente prodotti in un grande assortimento di calibri, tra cui .44 Henry Rimfire, .44-40, .32-44, .38-44 e .45 Schofield. Il disegno ha influenzato lo Smith & Wesson 38 Single Action che venne chiamato anche Smith & Wesson Model 2.